# Сіріман Сіссоко
Сіріма́н Сіссо́ко (Siriman Cissoko; *1934, Баландуґу, Кіта, Французький Судан, тепер Малі) — малійський франкомовний поет.

## З життєпису
Народився 1934 року в селі Баландуґу округу Кіта в родині ковалів. Дитинство провів випасаючи худобу й рибалячи на болотах.
Початкову освіту здобув у місцевій школі в Кіта (1942-1949), середню — у школі в Бананкоро біля Сегу (1949-1954). Там же навчався протягом наступного навчального року (1954/55) на помічника вчителя. 
У 1955-56 рр. проходив віськову службу.
Потому вчився на помічника вчителя та вчителя у Гундамі (1956-1958), Сефето (1958/59), Тукото (1959-1962).
У 1962 році продовжив навчання в нормальній школі в Катібунґу (неподалік Кулікоро).
Здобувши діплома кваліфікованого вчителя в 1964 році, Сіріман Сіссоко вирушив до Сенегалу, куди його раніше запрошував його кумир відомий африканський поет Леопольд Седар Сенгор. У Сенегалі працював викладачем у Тумбакунда (1964-1966), Джурбелі (1966-1967) і починаючи від 1967 року в Дакарі.

## З творчості
Літературну діяльність Сіріман Сіссоко розпочав у 1956 році.
Друкувався в періодиці, зокрема, в часописі «Презанс афрікен».
Автор збірки поезій «Наш власний прибій» (Ressac de nous - mêmes, 1967).
Поетична творчість С.Сіссоко сформувалась під впливом його натхненника Л.С.Сенгора. Серед тем — оспівування жіночої краси та національно-визвольна боротьба, вірші мають патріотичні мотиви.
В перекладі українською вірші Сірімана Сіссоко ввійшли в антологію «Поезія Африки» (К.: «Дінпро», 1983).